# ヨーロッパの遊園地の一覧
本項目はヨーロッパにある遊園地の一覧である。

## アイルランド
- ファンタジア（英語版）
- ベティースタウン（英語版）
- タイトパーク（英語版）

## イギリス
- アルトンタワーズ（英語版）
- ウィックスティード・パーク（英語版）
- ウィンザー・サファリパーク（英語版）
- ウエストミッドランド・サファリパーク
- ソープ・パーク（英語版）
- ツインレイクズ・テーマパーク（英語版）
- プレジャー・ビーチ・ブラックプール - ブラックプール
- プレジャー・アイランド・ファミリー・テーマパーク（英語版）
- ファンタジー・アイランド（英語版）
- フラミンゴ・ランド・リゾート（英語版）
- レゴランド・ウィンザー（ウィンザー）
- ロビン・ヒル・カントリー・パーク（英語版）
- ロングリート・サファリパーク（英語版）
- ロンドン・ダンジョン
- M&Ds（英語版）

## イタリア
- カヴァリーノ・マット（英語版） - カスタニェート・カルドゥッチ
- ガルダランド（英語版） - カステルヌオーヴォ・デル・ガルダ
- ミラビランディア（英語版） - ラヴェンナ
- ユーロパーク・イドロスカロ・ミラノ（英語版）（別名ルナ・ユーロ・パーク） - セグラーテ
- レインボー・マジックランド（イタリア語版） - ヴァルモントーネ

## オーストリア
- ウィッチズ・ウォーター（英語版）
- プラーター公園

## オランダ
- アドベンチャーパークヘレンドーン（オランダ語版） - ヘレンドーン
- アトラクションパークスラッハーレン（英語版） - スラグハレン
- デュインレル（英語版） - ヴァッセナール
- ファミリーパークドリーヴェリエ（オランダ語版） - レイスウェイク
- エフテリング
- トヴァーランド（英語版）
- ワーリビ・ホーランド

## ノルウェー
- コンツパルケン（英語版）

## ポーランド
- エネルギランディア（英語版）
- レジェンディア（英語版）
- マジャランドコナティ（ポーランド語版）

## ポルトガル
- ズーマリン（ポルトガル語版）

## スウェーデン
- グローナルンド遊園地
- リセベリ

## スイス
- コニーランド - ラッパースウィル

## デンマーク
- チボリ公園
- ボンボンランド（英語版）
- デュアハウスバッケン
- レゴランド・ビルン

## ドイツ
- ファンタジーアランド（英語版）
- フォート・ファン（ドイツ語版）
- ハンザパーク（英語版）
- ハイデパーク（英語版）
- ホリデーパークプファルツ（英語版）
- ムービーパーク・ドイツ（英語版）
- ヨーロッパ・パーク
- レゴランド・ドイツランド（英語版）
- ワンダーランド・カルカー

## フィンランド
- サルカンニエミ
- パワーパーク（英語版）
- リンナンマキ遊園地

## フランス
- アステリックス・パーク
- パークバガテル（フランス語版）
- シテ・ド・レスパス
- アクリマタシオン庭園
- ディズニーランド・パリ
  - ディズニーランド・パーク
  - ウォルト・ディズニー・スタジオ・パーク
- フチュロスコープ（英語版）
- フレペルチュイ・シティ（英語版）
- ニグロランド（英語版）
- パークセントポール（フランス語版）
- ル・ピュイ・デュ・フ（英語版）

## ベルギー
- プロプザランド・デ・パンネ（英語版）
- プロプザ・クオ（フランス語版）
- ベルヴァード（英語版）
- ボッベジャーンランド（英語版）
- コミック ステーション（オランダ語版）
- ユーロ・スペースセンター（英語版）
- ワリビ・ベルギー（英語版）
- シレジアン遊園地（英語版）

## ロシア
- ゴーリキイ公園
- ソコルニキ公園（英語版）

## スペイン
- フェラーリ・ランド（カタルーニャ語版） - サラウ
  - ポートアヴェンチュラ（英語版）
- イスラマジカ（英語版）
- パルケワーナーマドリッド（英語版） - マドリード
- テラミティカ（英語版） - ベニドーム